# Stolnica v Lübecku
Stolnica v Lübecku (nemško Dom zu Lübeck ali Lübecker Dom) je velika luteranska stolnica v Lübecku v Nemčiji in del svetovne dediščine Lübecka. Leta 1173 jo je začel graditi Henrik Lev kot stolnico za škofa Lübecka. Delno je bila uničena v bombnem napadu v drugi svetovni vojni (1942), a je bila nato obnovljena.
Znana je tudi po delih Bernta Notkeja in Thomasa Quellinusa, ki so leta 1942 preživela bombardiranje. Znan je oltar Hansa Memlinga, zdaj v muzeju svete Ane v Lübecu . Trenutna cerkev je bila končana leta 1982.
Leta 1873 je stolnica praznovala svojo 700. obletnico, ko je bil v cerkvenem dvorišču posajen poganjek luteranske spominske bukve iz Steinbacha blizu Bad Liebensteina v Turingiji.

## Konstrukcija
Leta 1173 je Henrik Lev ustanovil stolnico, ki je služila škofiji v Lübecku, potem ko je pod škofom Geroldom leta 1160 preselil škofov sedež iz Oldenburga v Holsteinu.
Romanska stolnica je bila dokončana okrog leta 1230, med leti 1266 in 1335 pa je bila predelana v stavbo v gotskem slogu s stranskima ladjama, ki sta bili dvignjeni na isto višino kot glavna ladja (okoli 20 m).
V noči na cvetno nedeljo (28.—29. marca) 1942 je bombardiranje Royal Air Force uničilo petino mestnega jedra. Na območju okoli cerkve je padlo nekaj bomb, zaradi česar se je zrušil vzhodni obok kora in uničil oltar iz leta 1696. Požar iz sosednjega muzeja se je razširil na bok stolnice in okoli poldneva na svetno nedeljo sta se zrušila stolpa. Orgle Arpa Schnitgerja so bile izgubljene v plamenih. Kljub temu je bil shranjen sorazmerno velik del notranje opreme, vključno s Križanjem in skoraj cel srednjeveški poliptih. Leta 1946 se je propad nadaljeval, zatrep se je zrušil v severni transept in skoraj povsem uničil preddverje.

## Rekonstrukcija
Rekonstrukcija stolnice je trajala več desetletij, saj je bila v prednosti obnova Marijine cerkve. Delo je bilo končano šele leta 1982.
Leta 2002 je potekal simpozij v sodelovanju z Lübeško akademijo za glasbo, ki je obravnaval rekonstrukcijo orgel Arpa Schnitgerja. Ugotovljeno je bilo, da bi bila takšna rekonstrukcija možna, vendar odločitev ni bila sprejeta. Razprava sledi raziskovalnemu projektu na univerzi v Göteborgu na Švedskem, kjer se je od sredine 1990-ih nadaljevala rekonstrukcija orgel. Ta rekonstrukcija je bila zaključena leta 2001 z namestitvijo z repliko, vključno z repliko sprednje strani, v prej zapuščeni cerkvi Örgryte iz poznih 1890-ih. Cerkev je zdaj obnovljena kot koncertna dvorana.
Stolnica je edinstvena v tem, da je s 105 m krajša od najvišje cerkve v mestu. To je posledica borbe moči med cerkvijo in cehi.

## Oprema
17 m Križanje je delo domačega umetnika Bernta Notkeja. Naročil ga je škof Albert II. Krummendiek in je bilo postavljeno leta 1477. Rezbarije, ki dekorirajo korno pregrado, so tudi Notkejeve.
Znani oltar Hansa Memlinga je bil od vojne v srednjeveški zbirki muzeja Sv. Ane, v stolnici pa ostajajo pomembni poliptihi.
V pogrebnih kapelah južne stranske ladje so spomeniki iz baročnega obdobja flamskega kiparja  Thomasa Quellinusa
- Križanje Bernta Notkeja
- Krstilnik Lorenza Groveja
- Korna pregrada
- Pogrebne kapele

## Legenda
Po legendi je v 8. stoletju Karel Veliki lovil na Saškem in ulovil velikega jelena. Po dolgem zasledovanju mu je uspelo ujeti žival, vendar ga niti ni ubil, niti ga ni obdržal. Namesto tega je vzel zlato verigo in jo položil na jelenovo rogovje.
Štiristo let pozneje so se Vendi in Sasi spreobrnili v krščanstvo, zdaj pa je bil na lovu Henrik Lev, ustanovitelj Lübecka. Henrik se je ločil od svojih privržencev, da bi bil sam z mislimi. Želel je zgraditi cerkev, vendar ni imel potrebnih sredstev. V tem trenutku se je pred njim pojavil velik jelen z rombastim razpelom v rogovju. To je vzel kot znak od Boga in žival ustrelil. Vzel je križ z njegovih rogov; komaj je to naredil, je jelen vstal in izginil v grmovje. Mladi vojvoda je zdaj imel dovolj denarja za gradnjo cerkve.

## Stolnica in skupnost danes
Stolnica je zdaj ena izmed treh luteranskih Severnolabskih evangeličanskih cerkva. Od leta 2001 je škof Bärbel Wartenberg-Potter.
Skupščina je tesno povezana z glasbenim življenjem mesta. Zahvaljujoč dolgoletnemu organistu in kantorju Uwe Röhlu (1925-2005), je stolnica gostitelj festivalskega glasbenega muzeja Schleswig-Holstein.